# NGC 4240
NGC 4240 (другие обозначения — NGC 4243, MCG -2-31-29, PGC 39411) — эллиптическая или линзообразная галактика (E/S0) в созвездии Девы.
Этот объект занесён в «Новый общий каталог» два раза, с обозначениями NGC 4240 и NGC 4243. Он входит в число перечисленных в оригинальной редакции «Нового общего каталога».
Газ в галактике движется обособленно от звёзд и наблюдается противовращение газа и звёзд. Звёздное население балджа и диска имеет близкий возраст, ок. 5 млрд лет, но разную металличность. 